# Özdemir Pascià
Özdemir Pascià (... – Sana'a, 1561) è stato un militare e politico ottomano di origine circasso-mamelucca.
Era un mamelucco egiziano che entrò al servizio degli ottomani quando conquistarono il paese nel 1517. Ricoprì diversi incarichi minori nell'amministrazione e nel 1538 divenne prefetto distrettuale. Nello stesso anno prese parte a una spedizione navale contro i portoghesi, comandata da Suleyman Pasha.  Suo figlio Özdemiroğlu Osman Pascià, che gli succedette in Habesh, divenne un grande visir ottomano.
Nello stesso anno prese parte a una spedizione navale contro i portoghesi, comandata di Hadım Suleiman Pascià in India nel 1538 (vedi spedizioni navali ottomane nell'Oceano Indiano). Al suo ritorno il capo della spedizione installò un governatore ottomano a Zabid. Özdemir è rimasto lì come generale. Nel febbraio 1547 è menzionato tra coloro che occuparono Taizz. Poco dopo fu assassinato il beilerbei Uways Pasha, Özdemir che era sandjakbei, prese il suo posto temporaneamente e decise di occupare Sanaa, la capitale zaidita, cosa che fece il 23 agosto 1547. Nel 1549 fu confermato come beilerbei. Nel 1552 fece pace con il capo zaydita al-Mutahhar, che riconobbe la sovranità ottomana con una certa autonomia, portando così gli assi turchi alla loro massima potenza in Yemen. Nel 1554 (probabilmente aprile) lasciò lo Yemen e andò a Suakin ed entusiasta di conquistare nuovi territori dall'Islam convinse il sultano a nominarlo sardar (comandante in capo) di una forza egiziana di 3.000 uomini per realizzare i loro obiettivi. Tentò di avanzare dal Nilo verso l'Abissinia ma fallì e tornò a Suakin che fu elevata a capitale della nuova provincia di Habesh creata ufficialmente il 5 luglio 1555. Da lì si cominciò ad assicurare le zone costiere e il porto di Masawwa. Nel 1558 fece una spedizione nel Tigrè e nel 1559 fu fondata una fortezza ottomana a Debarwa. Dopo la sua morte nel 1560, le forze ottomane si ritirarono presto sulla costa.
Özdemir Pascià era ben considerato per aver portato una certa stabilità nell'eyalet yemenita altrimenti difficile da governare. Sotto la sua supervisione, le città furono presidiate, furono costruite fortezze e le rotte commerciali furono protette. Il suo governo fu interrotto dalla sua morte nel 1561 a Sana'a, nello Yemen.
Suo figlio, Özdemiroğlu Osman Pascià, divenne il Gran Visir dell'Impero Ottomano dal 1584 al 1585.